# 시로토리코겐역
시로토리코겐역(일본어: 白鳥高原駅)은 일본 기후현 구조시에 위치한 나가라가와 철도 에쓰미난 선의 철도역이다. 단선 승강장 1면 1선의 구조를 갖춘 지상역이다.

## 이용 현황
| 승차 인원 추이 | 승차 인원 추이     |
| 연도           | 1일 평균 승차 인원 |
| -------------- | ------------------ |
| 2011           | 10                 |
| 2012           | 12                 |
| 2013           | 8                  |
| 2014           | 13                 |
| 2015           | 5                  |

## 역 주변
- 국도 제156호선
- 나가라강

## 역사
- 1955년 3월 1일 : 일본국유철도 후쓰카마치역으로서 개업.
- 1986년 12월 11일 : 일본국유철도 에쓰미난 선의 나가라가와 철도로의 전환으로 인해, 이 회사의 역이 됨.
- 1996년 10월 1일 : 시로토리코겐역으로 개칭.

## 인접 역
| 나가라가와 철도 에쓰미난 선 | 나가라가와 철도 에쓰미난 선 | 나가라가와 철도 에쓰미난 선 |
| --------------------------- | --------------------------- | --------------------------- |
| 미노시로토리 미노오타 방면  | ■ 에쓰미난 선               | 하쿠산나가타키 호쿠노 방면  |